# تشيستر ويلموت
تشيستر ويلموت (بالإنجليزية: Chester Wilmot)‏ هو صحفي ومراسل عسكري ومؤرخ أسترالي، ولد في 21 يونيو 1911 في Brighton, Victoria ‏ في أستراليا، وتوفي في 10 يناير 1954 في البحر الأبيض المتوسط.

## وصلات خارجية
- تشيستر ويلموت على موقع مونزينجر (الألمانية)
- تشيستر ويلموت على موقع ديسكوغز (الإنجليزية)